# George Alexander Sullivan
George Alexander Sullivan (1890 -1942) était un acteur britannique qui travaillait sous le nom d’Alex Mathews. Il s'est impliqué dans le mouvement rosicrucien.

## Biographie
Sullivan a dirigé un groupe appelé l'Ordre des Douze (Order of Twelve) de 1911 à 1914, et ensuite à partir de 1920. 
Vers 1924, il est devenu membre de la Confrérie de Crotone de l'Ordre rosicrucien (Rosicrucian Order Crotona Fellowship). Elle a fonctionné d’abord à partir de la région de Liverpool, et puis de Christchurch (Dorset) vers 1935. Dans cette confrérie, Sullivan s'appelait Frater Aureolis.
Avec Mabel Besant-Scott, Sullivan a fondé un théâtre rosicrucien à Somerford, près de Christchurch, qui a présenté des pièces de théâtre mystiques de juin à septembre 1938. 
Dorothy Clutterbuck-Fordham (1880-1951) était liée à ce théâtre. Gérald Gardner (1884-1964), le régénérateur de la sorcellerie occidentale (Wicca), a prétendu avoir été introduit à la sorcellerie traditionnelle par les contacts qu’il a faits au théâtre rosicrucien, bien qu'il y ait une certaine discussion à ce sujet. 
George Alexander Sullivan mourut en 1942.
La biographie de Gérald Gardner par Jack Bracelin (bien que Frederic Lamond prétendait qu'elle était écrite par Idries Shah) mentionne le groupe. 